# Generalkonsulat des Königreichs Saudi-Arabien in Frankfurt am Main

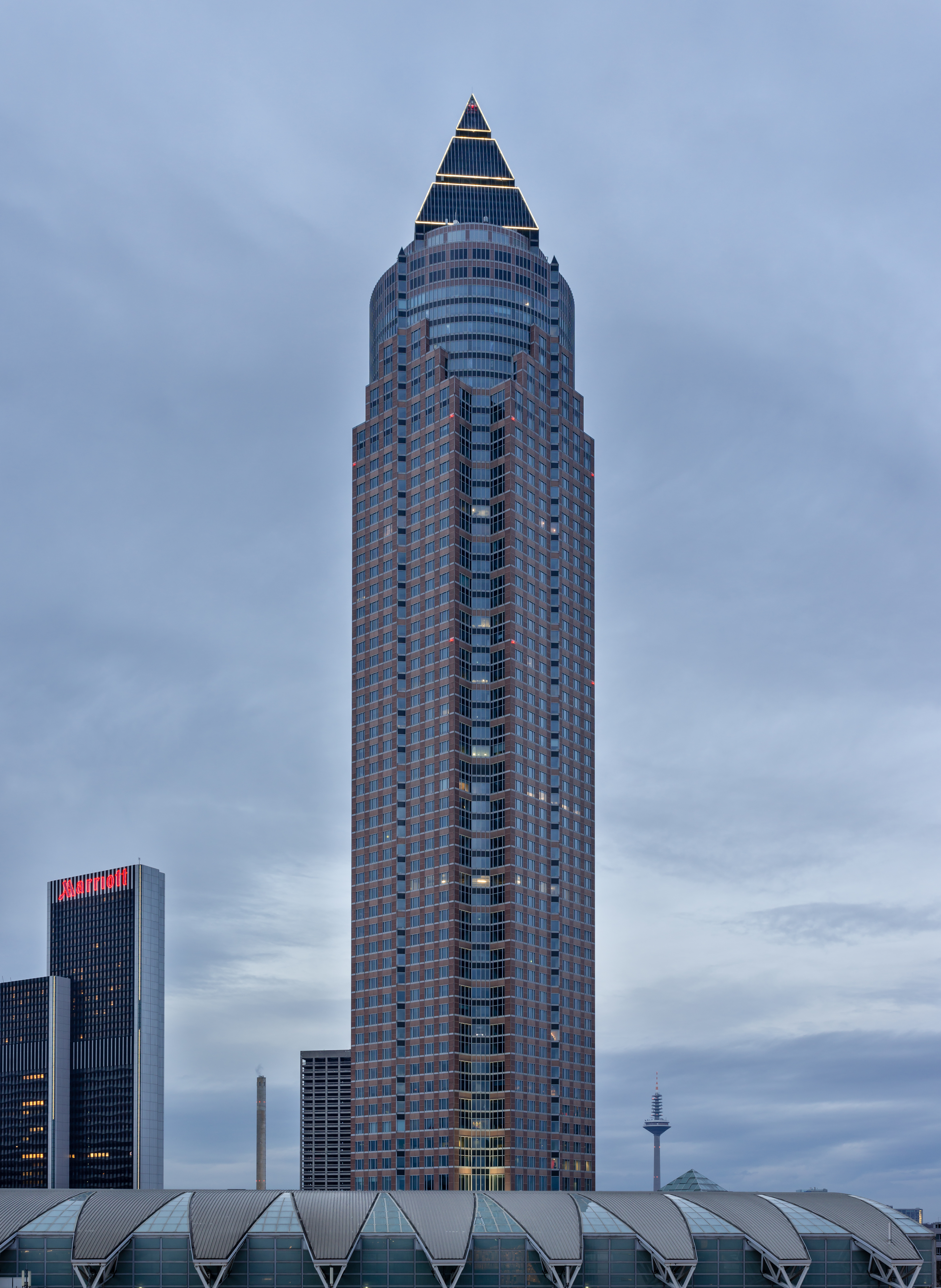
Der Messeturm in Frankfurt am Main – Sitz des Generalkonsulats des Königreichs Saudi-Arabien

Das Generalkonsulat des Königreichs Saudi-Arabien in Frankfurt am Main  ist eine Außenstelle der Saudischen Botschaft in Deutschland und bietet die konsularischen Dienstleistungen Saudi-Arabiens. Seine Adresse ist: Friedrich-Ebert-Anlage 49, 20. Etage Messeturm, 60308 Frankfurt am Main. Das Konsulat dient nach eigener Aussage der Pflege und Entwicklung Saudischer Beziehungen und stellt umfangreiche Dienstleistungen für Saudische Staatsbürger bereit. Der derzeitige Leiter des Konsulats als Generalkonsul von Saudi-Arabien in Deutschland ist Ibrahim M. S. S. Al Subhi.